# あのころ僕らは
『あのころ僕らは』（Don's Plum）は、2001年のアメリカ映画。主演はレオナルド・ディカプリオとトビー・マグワイア。低予算で制作された白黒映画で、撮影は1995年から1996年にかけて行われた。2001年2月10日に、ベルリンで初公開される。

## あらすじ
週末の深夜に、ロサンゼルスにある「ドンズ・プラム」というダイナーに若い男女8人が集まる。彼らは、バイトや友人、セックスのことなど、思いつくままの話題について語り合いながら、そこで一夜を過ごす。

## キャスト
※括弧内は日本語吹替
- デレク - レオナルド・ディカプリオ（浪川大輔）
- イアン - トビー・マグワイア（山口勝平）
- ジェレミー - ケヴィン・コナリー（草尾毅）
- ブラッド - スコット・ブルーム（桐本琢也）
- サラ - ジェニー・ルイス（小林さやか）
- コンスタンス - ヘザー・マコーム（湯屋敦子）
- ジュリエット - メドウ・シスト（川先宏美）
- エイミー - アンバー・ベンソン（石塚理恵）
- ドン・プラム - バイロン・セイムズ（内田直哉）
- フロー - ステファニー・フリードマン（安達忍）
- ロッド - ブランドン・R・モーガン（檀臣幸）
- グレース・フォレスター - ベサニー・アシュトン（安藤麻吹）
- ルーク - ロバート・ツィンマーマン（中田和宏）
- 浮浪者 - イーサン・サプリー（天田益男）

## 評価
タイムアウトのライターである Mike D'Angelo は「私がベルリンで鑑賞した映画の中ではベスト」とコメントした。バラエティでは「不快で退屈なアンサンブル」と評された。